# Károly Wieland
Károly Wieland (Budapeste, 1 de maio de 1934 – Alemanha, 30 de maio de 2020) foi um canoísta húngaro especialista em provas de velocidade.

## Carreira
Conquistou a medalha de bronze no C-2 1000 m em Melbourne 1956, junto ao seu colega de equipa Ferenc Mohácsi.

## Morte
Morreu no dia 30 de maio de 2020 na Alemanha, aos 86 anos.